# Wskaźniki P/BV
Wskaźnik P/BV (cena rynkowa/wartość księgowa, C/WK, ang. price/book value) – wskaźnik informujący o bieżącej wycenie przez rynek wartości księgowej (ang. book value), czyli różnicy pomiędzy aktywami bilansowymi a zobowiązaniami ogółem, danej spółki giełdowej. Wskaźnik P/BV oblicza się, dzieląc bieżącą kapitalizację spółki giełdowej przez księgową wartość jej kapitału własnego (wartość księgową), którą podaje bilans spółki. Alternatywnie wskaźnik ten można otrzymać, dzieląc kurs akcji przez wartość księgową przypadającą na jedną akcję.
Aby obliczyć wskaźnik P/BV, należy wartość księgową całej spółki na dzień ostatniego sprawozdania finansowego podzielić przez liczbę akcji zarejestrowanych w dniu obliczania wskaźnika. Następnie aktualną cenę akcji należy podzielić przez wartość księgową przypadającą na jedną akcję. Mnożnik pokazuje efektywność wykorzystania aktywów, nie uwzględniając źródła pochodzenia kapitału. Spółki z wyższą rentownością kapitału własnego mają zazwyczaj wyższy wskaźnik P/BV. Wskaźnik ten informuje ile razy wartość spółki na rynku jest większa (mniejsza) od jej wartości księgowej.
Jeżeli P/BV spółki X wynosi 0,50, znaczy to, że jedną złotówkę jej majątku można kupić za 50 gr. W przypadku, gdy P/BV >1, rynek wycenia akcję wyżej niż wynosi wartość księgowa. Gdy P/BV < 1, oznacza to, że cena rynkowa akcji jest na niższym poziomie niż jej wartość księgowa. W praktyce niska wartość wskaźnika oznacza z reguły, że spółka osiąga niskie zyski lub nawet przynosi stratę i jej majątek nie jest w pełni wykorzystywany. Gdy majątek takiej spółki jest znaczny, branża zaś stwarza nadzieję na dobre wyniki, poziom wskaźnika P/BV jest ważną informacją dla inwestorów chcących kupić akcje na dłuższy okres. Niski poziom tego wskaźnika może świadczyć o kłopotach spółki, które mogą być spowodowane nieprawidłową strukturą majątku. Z kolei wysoka wartość P/BV może oznaczać, że akcje są przewartościowane. Najczęściej prowadzi to do korekty rynkowej i spadku wartości wskaźnika wraz ze spadkiem cen akcji. Na rynkach światowych nie ma jednoznacznych norm dla wskaźnika P/BV. W USA waha się w przedziale 1,3-2,0, na rynku japońskim w granicach 2,0. Na polskiej giełdzie rozpiętość wskaźnika jest znaczna i oscyluje od 0,5 do 3,5. Przy podejmowaniu decyzji inwestycyjnych ważna jest obserwacja zmian wskaźnika w czasie i porównywanie go z innymi spółkami danej branży.
Wskaźnik ten nie ma wartości absolutnej i nie powinien być rozpatrywany w oderwaniu od średniej dla danej branży. Spółki reprezentujące kapitałochłonne sektory gospodarki mogą mieć wskaźnik C/WK niższy od firm konsultingowych czy informatycznych.
Jednocześnie jeśli wartość wskaźnika P/BV jest większa od jedności, nie musi to świadczyć o tym, że spółka jest przewartościowana, ponieważ o wartości przedsiębiorstwa decyduje nie jego wartość bilansowa, tylko wartość rzeczywista, która uwzględnia m.in. takie czynniki, jak:
- rentowność
- rozpoznawalna marka
- jakość zarządzania
- perspektywy wzrostu
- poziom zadłużenia
- długookresowa przewaga konkurencyjna